# Carrbridge
Carrbridge (Schots-Gaelisch: Drochaid Charra) is een dorp in de Schotse Hooglanden. Carrbridge ligt ongeveer 10 kilometer ten noorden van Aviemore en maakt deel uit van Cairngorms National Park.

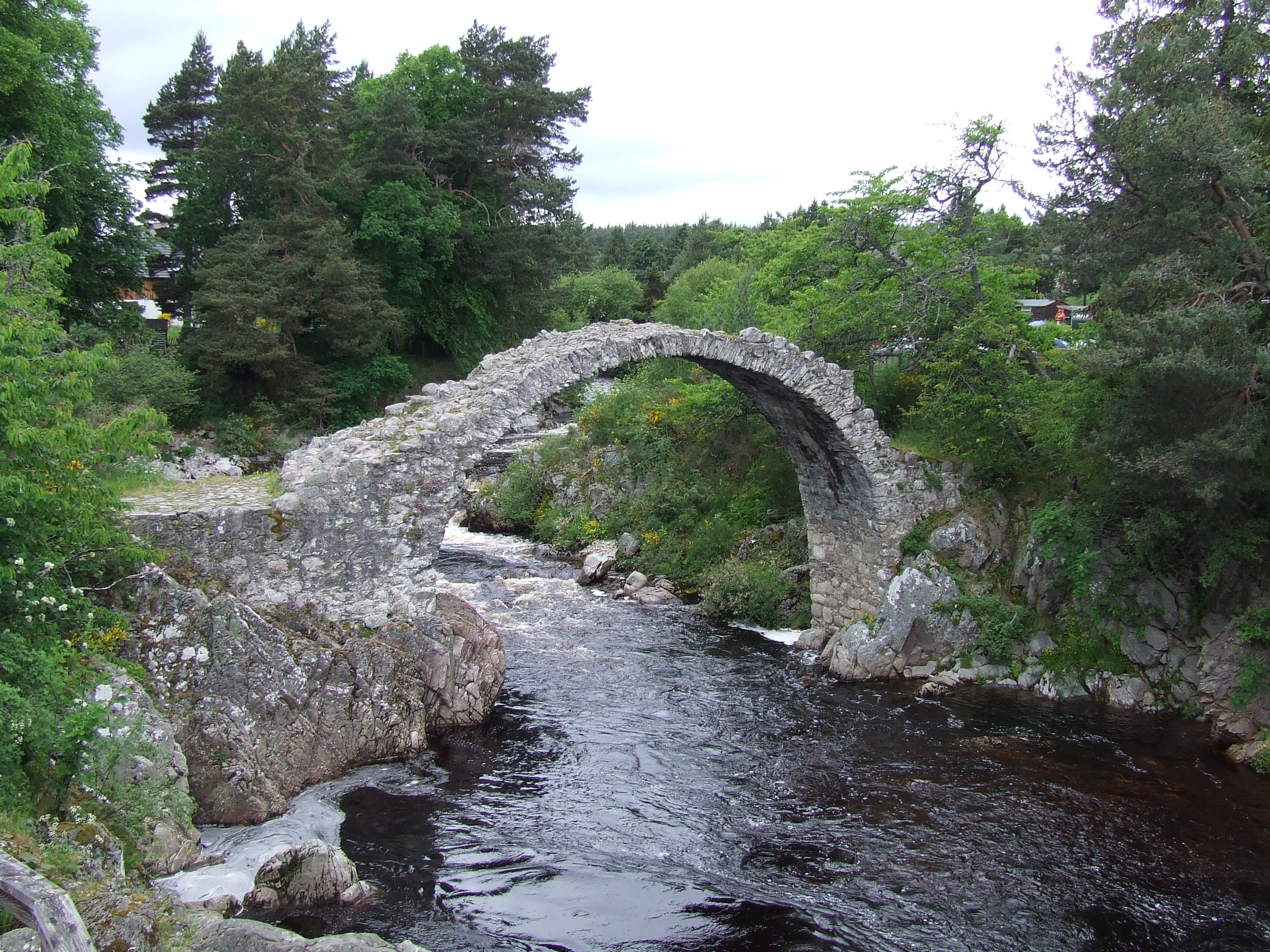
Oude brug

De naam Carrbridge komt van de brug die in 1717 is gebouwd. De brug is zwaar beschadigd geraakt tijdens een overstroming in 1829 waardoor de brug niet meer toegankelijk is.
Carrbridge wordt bediend door een spoorwegstation op de Highland Main Line.
De belangrijkste industrie is het toerisme.